# Cyrille Makanaky
Alphonse Cyrille Ayakan Makanaky Yombre (ur. 28 czerwca 1965 w Duali) – kameruński piłkarz, grał na pozycji ofensywnego pomocnika.

## Życiorys
Makanaky zaczynał swoją karierę w czwartoligowym FC Saint-Leu. Strzelił tam aż 26 bramek, w 30 występach. Kolejnymi jego klubami były: Gazélec Ajaccio, Sporting Toulon Var, RC Lens, gdzie grał ze swoim rodakiem i kolegą z kadry Kamerunu, Jean-Claude'em Pagalem, później ponownie w Sportingu Toulon Var, gdzie z kolei spotkał innego rodaka, Jacques'a Songo’o. W sezonie 1990/1991 wyjechał do Hiszpanii, by reprezentować barwy klubu Málaga CF, gdzie przez trzy sezony rozegrał tylko 21 meczów, strzelając zaledwie 1 bramkę. Później trafił do Maccabi Tel Awiw i był tam podstawowym zawodnikiem. W 1995 roku przeniósł się do ekwadorskiej Barcelony, następnie jeszcze raz do Gazélec Ajaccio i ponownie do Barcelony. W tym klubie, w 1996 roku, zakończył karierę rozgrywając 17 meczów w sezonie pożegnalnym.
Podczas Mistrzostw Świata w 1990 roku, Makanaky wystąpił we wszystkich meczach reprezentacji Kamerunu, z Argentyną do 81', z Rumunią cały mecz, z ZSRR do 56', z Kolumbią do 69' i cały mecz z Anglią. Kamerun doszedł aż do ćwierćfinału, gdzie uległ z Anglii dopiero po dogrywce (mecz zakończył się wynikiem 2:3). Makanaky w tym meczu grał bardzo dobrze i zasługiwał na wyróżnienie, jednak w najlepszej jedenastce turnieju się nie znalazł. Po Mistrzostwach ubiegało się o niego kilka europejskich klubów, a Makanaky wybrał ofertę Málagi.
| Sezon   | Klub                | Kraj      | Flaga     | Rozgrywki         | Mecze | Bramki |
| ------- | ------------------- | --------- | --------- | ----------------- | ----- | ------ |
| 1985/86 | Saint-Leu FC        | Francja   | Francja   | Division 4 (FRA)  | 30    | 26     |
| 1986/87 | Gazélec Ajaccio     | Francja   | Francja   | Ligue 2           | 18    | 8      |
| 1987/88 | Sporting Toulon Var | Francja   | Francja   | Ligue 1           | 21    | 3      |
| 1988/89 | RC Lens             | Francja   | Francja   | Ligue 1           | 14    | 3      |
| 1989/90 | Sporting Toulon Var | Francja   | Francja   | Ligue 1           | 14    | 3      |
| 1990/91 | Málaga CF           | Hiszpania | Hiszpania | Segunda División  | 25    | 6      |
| 1991/92 | Málaga CF           | Hiszpania | Hiszpania | Segunda División  | 14    | 0      |
| 1992/93 | Villarreal CF       | Hiszpania | Hiszpania | Segunda División  | 16    | 0      |
| 1993/94 | Maccabi Tel Awiw    | Izrael    | Izrael    | Ligat ha’Al       | 30    | 5      |
| 1995    | Barcelona SC        | Ekwador   | Ekwador   | Serie A (Ekwador) | 30    | 9      |
| 1995/96 | Gazélec Ajaccio     | Francja   | Francja   | National 3        | 34    | 18     |
| 1996/97 | Barcelona SC        | Ekwador   | Ekwador   | Serie A (Ekwador) | 17    | 0      |